# Gottfried-Keller-Siedlung
Die Gottfried-Keller-Siedlung ist ein Stadtviertel im Stadtteil Trotha des Stadtbezirks Nord von Halle (Saale) in Sachsen-Anhalt. Im Dezember 2020 hatte es 1.794 Einwohner.

## Geografie

### Lage

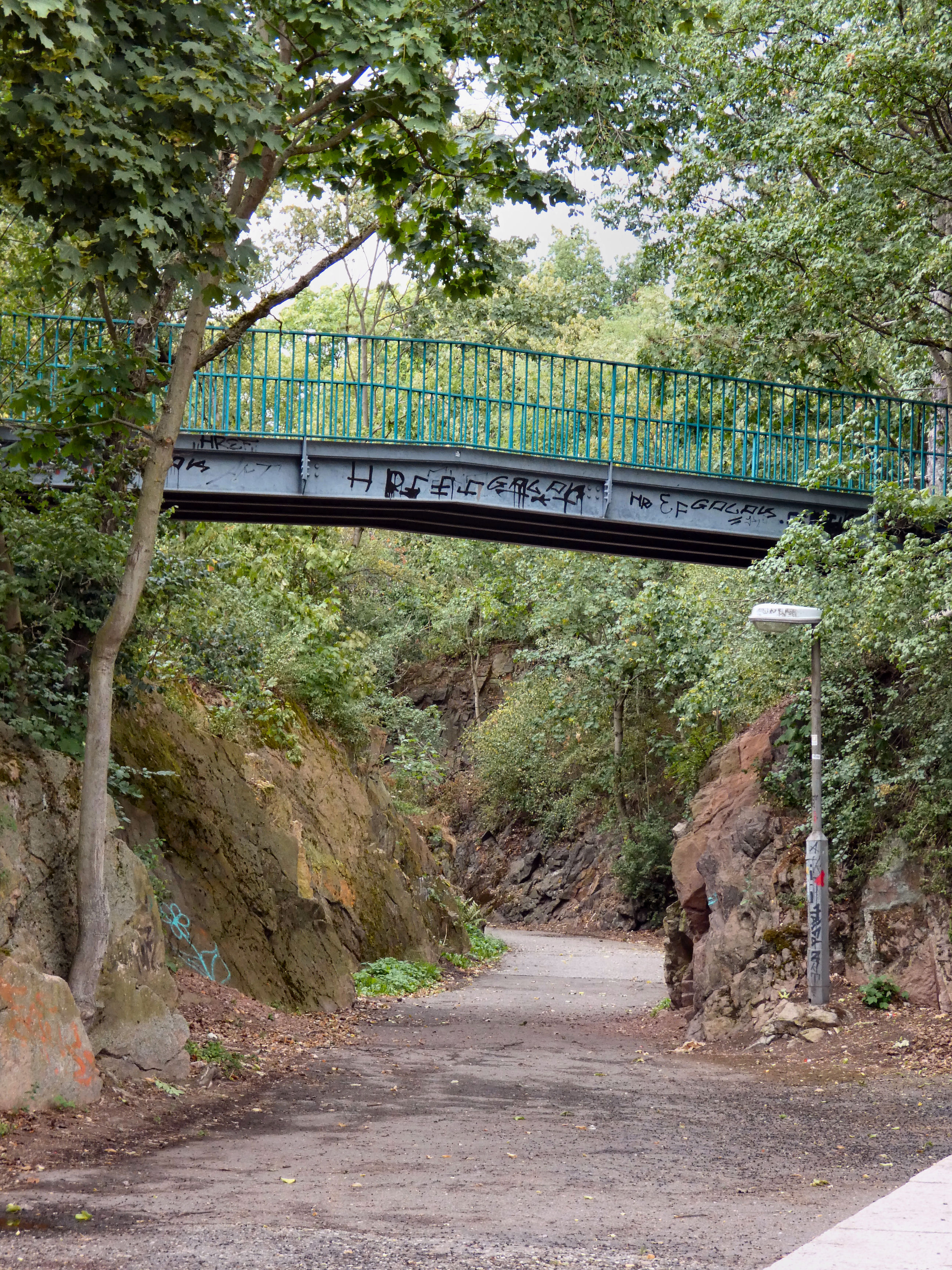
In der Galgenbergschlucht

Das Stadtviertel liegt fernab der großen Verkehrswege zwischen den Stadtvierteln Ortslage Trotha und Frohe Zukunft im nördlichen Teil der Stadt. Im Süden schließt sich das Viertel Landrain an, im Norden das Stadtviertel Seeben. Namensgebend ist die Gottfried-Keller-Straße (benannt nach Gottfried Keller), die den nördlichen Teil des Viertels durchquert. Der Bergschenkenweg kreuzt diese und durchquert das Viertel in Nord-Süd-Richtung. Als deren Nordverlängerung besteht ein Radweg zum Petersberg im Saalekreis. Südlich des Viertels befinden sich die Rhyolith-Kuppen der Galgenberge. In diesen gibt es mehrere alte Steinbrüche sowie eine Aussichtsplattform, von der aus man nach Süden über die Innenstadt von Halle blicken kann.

### Wohngegend
Die Wohngegend ist geprägt von Ein- und Mehrfamilienhäusern mit großen Gärten. Im Norden grenzt sie an Felder. Das Viertel liegt eingebettet in Kleingärten. In der Geschwister-Scholl-Straße befinden sich die Sportplätze der Vereine SV Rotation Halle e. V. und VfL Halle 1896.

### Bevölkerung
Die Stadt Halle gab 2015 in ihrem Bevölkerungskatalog statistische Kennzahlen zu den einzelnen Stadtteilen und Stadtvierteln heraus. Demnach hatte die Bevölkerung der Gottfried-Keller-Siedlung 2015 ein überdurchschnittlich hohes Durchschnittsalter von 50,7 Jahren. Weiterhin lag der Ausländeranteil bei 1,1 % und der Frauenanteil bei 51,2 %. Die Arbeitslosenquote lag 2015 bei 3,8 % und es gab 454 Pkw pro 1000 Einwohner.

## Geschichte
Nördlich des Viertels ist mit dem Franzosenstein ein Menhir aus vorgeschichtlicher Zeit überliefert.
Anfang des 20. Jahrhunderts unterhielten die Siebel Flugzeugwerke eine Flugzeuglandebahn im Osten des Stadtviertels. Die eigentliche Wohnbebauung der Gottfried-Keller-Siedlung stammt zum größten Teil im Osten aus den 1930er Jahren und im Westen aus den 1970er Jahren. In den 1980er Jahren wurden einige Garagenplätze gebaut.

## Verkehr

### Straßenverkehr
Das Stadtviertel wird dominiert von kleineren Wohngebietsstraßen. Größere Hauptverkehrsstraßen von Halle führen in einigem Abstand westlich und östlich an der Gottfried-Keller-Siedlung vorbei. Es existieren Ideen von der Stadt, die südwestlich am Zoos endende Paracelsusstraße weiter entlang der S-Bahnstrecke entlang des Westrands des Stadtviertels nach Norden an Trotha vorbei zu führen. Eine mögliche Trasse wird im Flächennutzungsplan der Stadt Halle freigehalten.

### Öffentliche Verkehrsmittel

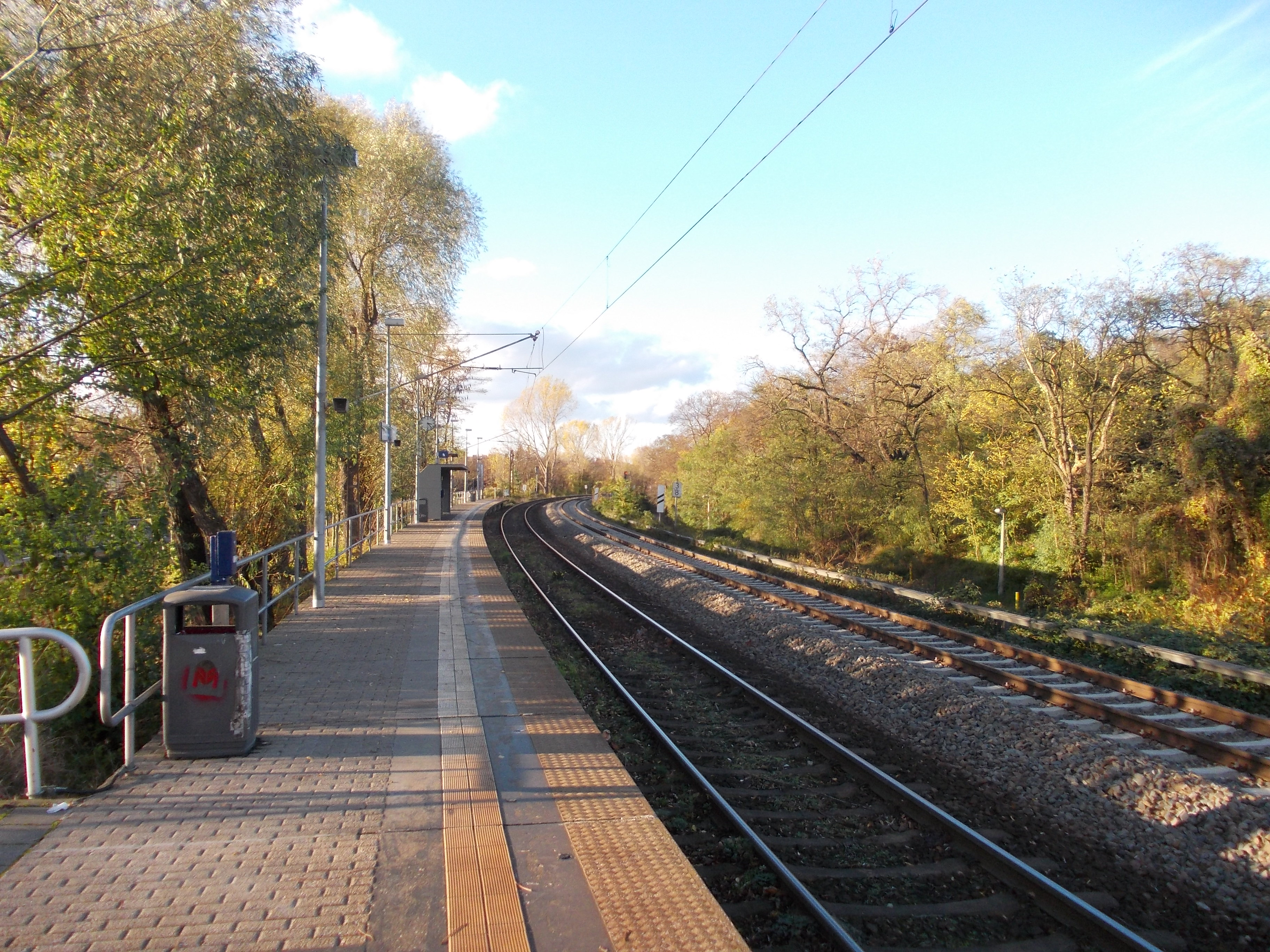
Die S-Bahn-Haltestelle Halle-Zoo

Westlich des Stadtviertels liegt die Station Halle Wohnstadt Nord der S-Bahn Mitteldeutschland. Von hier gibt es Verbindungen zum halleschen Hauptbahnhof. Westlich und östlich des Stadtviertels verlaufen Straßenbahnstrecken der Hallesche Verkehrs-AG. Durch die Gottfried-Keller-Siedlung selbst verläuft die Buslinie 25 (Seeben–Tornau).